# Диана Брачо
Диана Брачо (на испански: Diana Bracho) е мексиканска актриса.

## Биография
Брачо е родена на 12 декември 1944 в столицата Мексико. Произхожда от семейство, свързано със света на изкуството. Диана е дъщеря на актьора и режисьор Хулио Брачо и балерината Диана Бордес; племенница е на актрисата Андреа Палма. Братовчедка е на актрисите Марсела Бордес и Хулиета Брачо и е леля на актьора Хулио Брачо Кастийо. Първият брак на Диана е с втория ѝ братовчед Фелипе, университетски професор, с когото имат една дъщеря – Андреа. По-късно се омъжва за Рафаел Кортес, художник и дизайнер. В периода 2002 – 2006 г. Брачо е председател на Мексиканската академия на науките и изкуствата.

## Филмография

### Теленовели
- Дар от любовта (2025) – Каталина
- Вечно обичащи се (2023) – Мартина Ранхел
- Какво се случва със семейството ми? (2021) – Лус Руеда
- Съпругът ми има семейство (2017 – 2019) – Бланка Гомес де Корсега
- Хотелът на тайните (2016) – Тереса Лангре вдовица де Аларкон
- Искам да те обичам (2013/14) – Луксресия Угарте де Монтесинос
- Рафаела (2011) – Морелия Ечаверия де Де ла Вега
- Огън в кръвта (2008) – Габриела Асеведо вдовица де Елисондо
- Ранени души (2006) – Берта де Арагон
- Под същата кожа (2003/04) – Сара Ортис Ескаланте де Мурийо
- El derecho de nacer (2001) – Клеменсия Ривера де Дел Хунко
- Коледна песен (1999/2000) – Кета
- Ад в рая (1999) – Дариана Валдивия
- Право на любов (1998/99) – Ана Хоакина Веларде (млада)
- Семеен портрет (1995/96) – Ирене Марискал Оливарес
- Алондра (1995) – Алондра (глас)
- Полетът на орела (1994/95) – Сара Перес де Мадеро
- Каприз (1993) – Еухения Монтаньо де Аранда
- Окови от огорчение (1991) – Еванхелина Вискайно Лара
- Pasión y poder (1988) – Ана Лаура Монтесинос Касино де Гомес Луна
- Свърталище на вълци (1986/87) – Леонора Наваро де Лариос
- Esperándote (1985) – Исабел
- Leona Vicario (1982) – Леона Викарио
- Al salir el sol (1980) – Ана
- El amor llegó más tarde (1979) – Госпожа Добути
- Ángel Guerra (1979) – Лоренса
- Клетниците (1973) – Козет
- Mi primer amor (1973) – Елена

### Сериали и програми
- Apocalipsis Maya / Discovery Channel (2012) – Разказвач
- 100 mexicanos dijeron (2011)
- Mujeres asesinas (2010) епизод Las Blanco, Viudas – Норма Бланко вдовица де Ла Пиедра
- Locas de amor (2009) – Рехина
- S.O.S.: Sexo y otros secretos (2007) – Исадора
- ¿Qué nos pasa? (1998)
- Televiteatros (1993)
- Hora marcada (1989) епизод David – Марта
- Papá soltero (1989) епизод Operación Cupido – Силвия
- On Wings of Eagles (1986) – Госпожа Добути
- Cuentos de madrugada (1985)

### Кино
- Itinerario de una pasión (2015) – Госпожа Корал
- Mi universo en minúsculas (2012) – Хосефина
- La noche de las flores (2011) – Фернанда
- Martín al amanecer (2009) – Лусия
- Divina confusión (2008) – Хулия
- 3:19 (2008) – Лусия
- Eros una vez María (2007) – Мария
- Quemar las naves (2007) – Каталина
- J-ok'el (2007)
- Хари Потър и Затворникът от Азкабан (2004) – Мадам Розмерта (дублаж за Латинска Америка)
- El umbral (2003) – Мерседес
- Vivir mata (2002)
- Dreaming of Julia (2001) – Бета
- Y tu mamá también (2001) – Силвия Айенде де Итурбиде
- Las caras de la luna – Магдалена Ойос
- Al borde (1998) – Сара Наро
- La otra conquista (1998) – Доня Хуана
- Un baúl lleno de miedo (1997)
- Entre Pancho Villa y una mujer desnuda (1995) – Джина Лопес
- Serpientes y escaleras (1992)
- El secreto de Romelia (1988) – Долорес де Роман
- Redondo (1985)
- Historias Violentas (1985)
- Yo no lo sé de cierto, lo supongo (1982)
- Antonieta (1982) – Хуана
- Entre paréntesis (1982)
- El héroe desconocido (1981)
- La leyenda del tambor (1981)
- Max Domino (1981)
- Los perros de la guerra (1980) – Монха
- El infierno de todos tan temido (1979)
- La tía Alejandra (1979) – Лусия
- Crónica íntima (1976)
- Chin Chin el Teporocho (1976) – Соня
- Las Poquianchis (1976) – Аделина
- Actas de Marusia (1975) – Луиса
- El hombre del puente (1975)
- El cumpleaños del perro (1974) – Силвия
- El encuentro de un hombre solo (1974) – Рената Кастийо
- El castillo de la pureza (1973)
- El Santo Oficio (1972) – Мариана Де Карвахал
- Inmaculada (1950) – Росалия (дете)
- San Felipe de Jesús (1949)

### Театър
- Master Class (2014) – Мария Калас
- Amor, dolor y lo que traía puesto (2012/13) – Нора
- Espejos (2012) – Суси
- Todos eran mis hijos (2009) – Кейт
- Los monólogos de la vagina (2007)
- Festen (2007) – Елсе
- Relaciones peligrosas (2006) – Маркиза де Мертейл
- Divina justicia (2005)
- Master Class (1998) – Мария Калас
- Un tranvía llamado Deseo (1997) – Бланка и Стела
- Trío (1982)

### Късометражни филми
- María Bonita (2015) – Мария Феликс
- El umbral (2003) – Мерседес
- Me llamo Benjamín (2002) – Диана
- Cómo sacar 10 en civismo (1995) – Учителката
- Mi primer año (1992)

## Награди и номинации
Награди TVyNovelas
| Година | Категория                            | Програма/Теленовела                 | Резултат   |
| ------ | ------------------------------------ | ----------------------------------- | ---------- |
| 2019   | Най-добра първа актриса              | Съпругът ми има по-голямо семейство | Номинирана |
| 2018   | Най-добра актриса в поддържаща роля  | Съпругът ми има семейство           | Печели     |
| 2017   | Най-добра актриса в отрицателна роля | Хотелът на тайните                  | Номинирана |
| 2009   | Най-добра актриса в отрицателна роля | Огън в кръвта                       | Печели     |
| 2007   | Най-добра първа актриса              | Ранени души                         | Номинирана |
| 1994   | Най-добра актриса в отрицателна роля | Каприз                              | Печели     |
| 1992   | Най-добра актриса в главна роля      | Окови от огорчение                  | Печели     |
| 1987   | Най-добра актриса в главна роля      | Свърталище на вълци                 | Печели     |

Награди Ariel
| Година | Категория                           | Филм                                   | Резултат   |
| ------ | ----------------------------------- | -------------------------------------- | ---------- |
| 2002   | Най-добра актриса в поддържаща роля | Las caras de la luna                   | Номинирана |
| 1996   | Най-добра актриса                   | Entre Pancho Villa y una mujer desnuda | Номинирана |
| 1980   | Най-добра актриса в поддържаща роля | El infierno de todos tan temido        | Печели     |
| 1976   | Най-добра актриса                   | Actas de Marusia                       | Номинирана |
| 1973   | Най-добра актриса в поддържаща роля | El castillo de la pureza               | Печели     |

Награди Bravo
| Година | Категория                            | Театър/Теленовела      | Резултат |
| ------ | ------------------------------------ | ---------------------- | -------- |
| 2009   | Най-добра актриса в отрицателна роля | Огън в кръвта          | Печели   |
| 2007   | Най-добра актриса в главна роля      | Ранени души            | Печели   |
| 2000   | Най-добра актриса в отрицателна роля | Infierno en el paraíso | Печели   |
| 1998   | Най-добра театрална актриса          | Master Class           | Печели   |

Награди People en Español
| Година | Категория                  | Сериал             | Резултат |
| ------ | -------------------------- | ------------------ | -------- |
| 2011   | Най-добра актриса в сериал | Mujeres asesinas 3 | Печели   |

Награди El Heraldo de México
| Година | Категория                           | Програма/Теленовела      | Резултат   |
| ------ | ----------------------------------- | ------------------------ | ---------- |
| 2002   | Най-добра телевизионна актриса      | El derecho de nacer      | Номинирана |
| 1972   | Най-добра актриса в поддържаща роля | El castillo de la pureza | Печели     |

Lunas del Auditorio
| Година | Категория             | Резултат |
| ------ | --------------------- | -------- |
| 2015   | Един живот на сцената | Печели   |

Награди ACE
| Година | Категория         | Филм                  | Резултат |
| ------ | ----------------- | --------------------- | -------- |
| 1989   | Най-добра актриса | El secreto de Romelia | Печели   |

Награди Diosas de Plata
| Година | Категория         | Филм                   | Резултат |
| ------ | ----------------- | ---------------------- | -------- |
| 1998   | Най-добра актриса | Un baúl lleno de miedo | Печели   |

Фестивал на киното в Мадрид
| Година | Категория         | Филм                    | Резултат   |
| ------ | ----------------- | ----------------------- | ---------- |
| 2013   | Най-добра актриса | Apasionado Pancho Villa | Номинирана |